# Silentium
Silentium(anteriormente llamado Funeral) es una banda finlandesa de estilo metal gótico fundada en 1995 en Jämsänkoski.

## Historia
La historia de Silentium se remonta a diciembre de 1995 en las cenizas la banda de death/gothic metal llamada Funeral. De los restos de Funeral, el tecladista Sami Boman y el vocalista Matti Aikio crearon Silentium añadiendo al violinista Jani Laaksonen, guitarristas Toni Lahtinen y Juha Lehtioksa y el baterista Jari Ojala en la alineación.
La primera grabación de Silentium fue el demo Illacrimó que fue lanzado a finales de 1996. Su segundo trabajo, el Ep Caméne Misera fue lanzado en 1998 con la contribución de la vocalista Tiina Lehvonen que luego se convirtió en un miembro permanente de la banda. Después de algunas negociaciones Silentium firmó un acuerdo con Spikefarm y su primer álbum Infinita Plango Vulnera salió en 1999. El disco también presenta al nuevo baterista, Janne Ojala.
Infinita Plango Vulnera obtuvo muy buenos comentarios, agradando en todo el mundo, al igual que sus sucesores, el álbum del 2001 Altum y su hermana pequeña, el mini CD SI.VM E.T.A.V.VM.
Los comentarios a Sufferion fueron los esperados; algunos lo amaron y otros no podían soportar la idea de la música y radionovela.Tras el buen comienzo el baterista Janne Ojala anunció tener una falta de motivación y deja la banda. También Laaksonen y Anna Ilveskoski, quien ya había adquirido la condición de vocalista permanente, se fue y toda la banda vivió en el borde por un tiempo. Pero los chicos no renunciaron y la ayuda se encontró sorprendentemente cerca; el baterista original Jari Ojala estaba dispuesta a unirse de nuevo y Riina Rinkinen dio su impresionante voz a la banda.
Durante un intenso mes grabaron los materiales del cuarto CD de Silentium, Seducia, también para su primer sencillo, Frostnight. En estas grabaciones también puede ser escuchado al cambio de violín para el chelo a cargo de Elías Kahila.
En octubre de 2007, su segundo sencillo fue lanzado, Dead Silent, conteniendo dos remakes de Seducia y una nueva canción.

## Miembros actuales
- Riina Rinkinen - Voces femeninas (2004-presente)
- Juha Lehtioksa - Guitarras (1995-presente)
- Toni Lahtinen - Guitarras (1995-presente)
- Matti Aikio - Bajo, Voces (1995-presente)
- Jari Ojala - Batería (1995-99, 2004-presente)
- Sami Boman - Teclados 3.er Vocalista (1995-presente)
- Elias Kahila - Violinchelo (2005-presente)

### Miembros Antiguos
- Tiina Lehvonen - Voces femeninas (1998-2003)
- Maija Turunen - Voces femeninas (2003)
- Janne Ojala - Batería (1999-2004)
- Jani Laaksonen - Violín (1995-2004)
- Anna Ilveskoski - Voces femeninas (2003-04)

## Discografía
- Illacrimó (EP, 1996)
- Caméne Misera (EP, 1998)
- Infinita Plango Vulnera (1999)
- SI.VM E.T A.V.VM (2001)
- Altum(2001)
- Sufferion - Hamartia of Prudence (2003)
- Seducia (2006)
- Amortean (2008)

### Singles
- Frostnight (2005)
- Dead Silent (2007)